# Kunemil
Kunemil (en allemand : Kunemühle) est une commune du district de Havlíčkův Brod, dans la région de Vysočina, en République tchèque. Sa population s'élevait à 110 habitants en 2020.

## Géographie
Kunemil se trouve à 5 km au nord-nord-est de Světlá nad Sázavou, à 16 km au nord-ouest de Havlíčkův Brod, à 29 km au nord-nord-ouest de Jihlava et à 83 km à l'est-sud-est de Prague.
La commune est limitée par Sázavka au nord, par Habry et Malčín à l'est, par Služátky au sud, par Světlá nad Sázavou au sud-ouest, et par Druhanov à l'ouest.

## Histoire
La première mention écrite de la localité date du XIVe siècle.